# Lotus 33

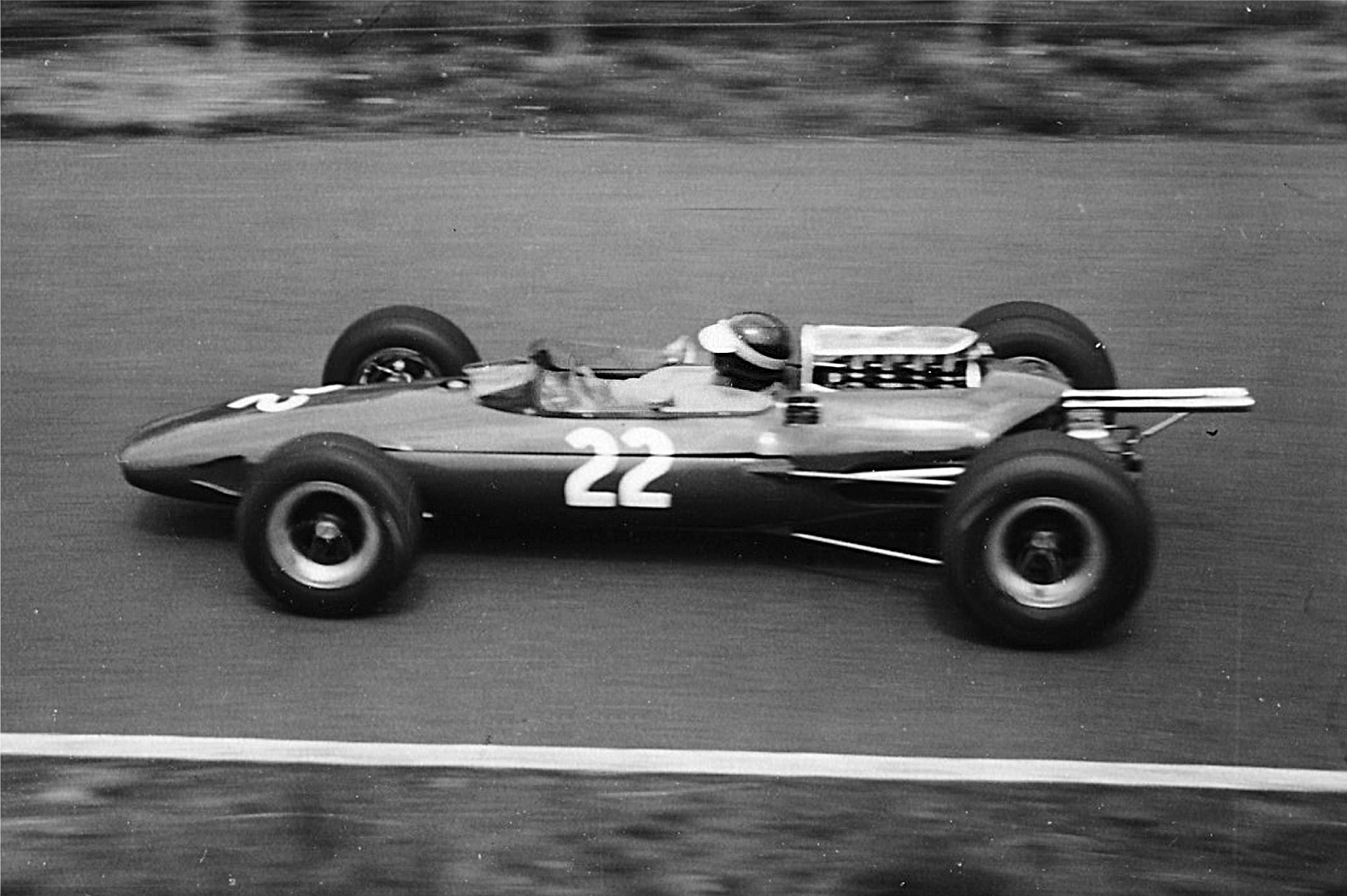
Paul Hawkins im Lotus 33, im Training zum Großen Preis von Deutschland am Nürburgring 1965

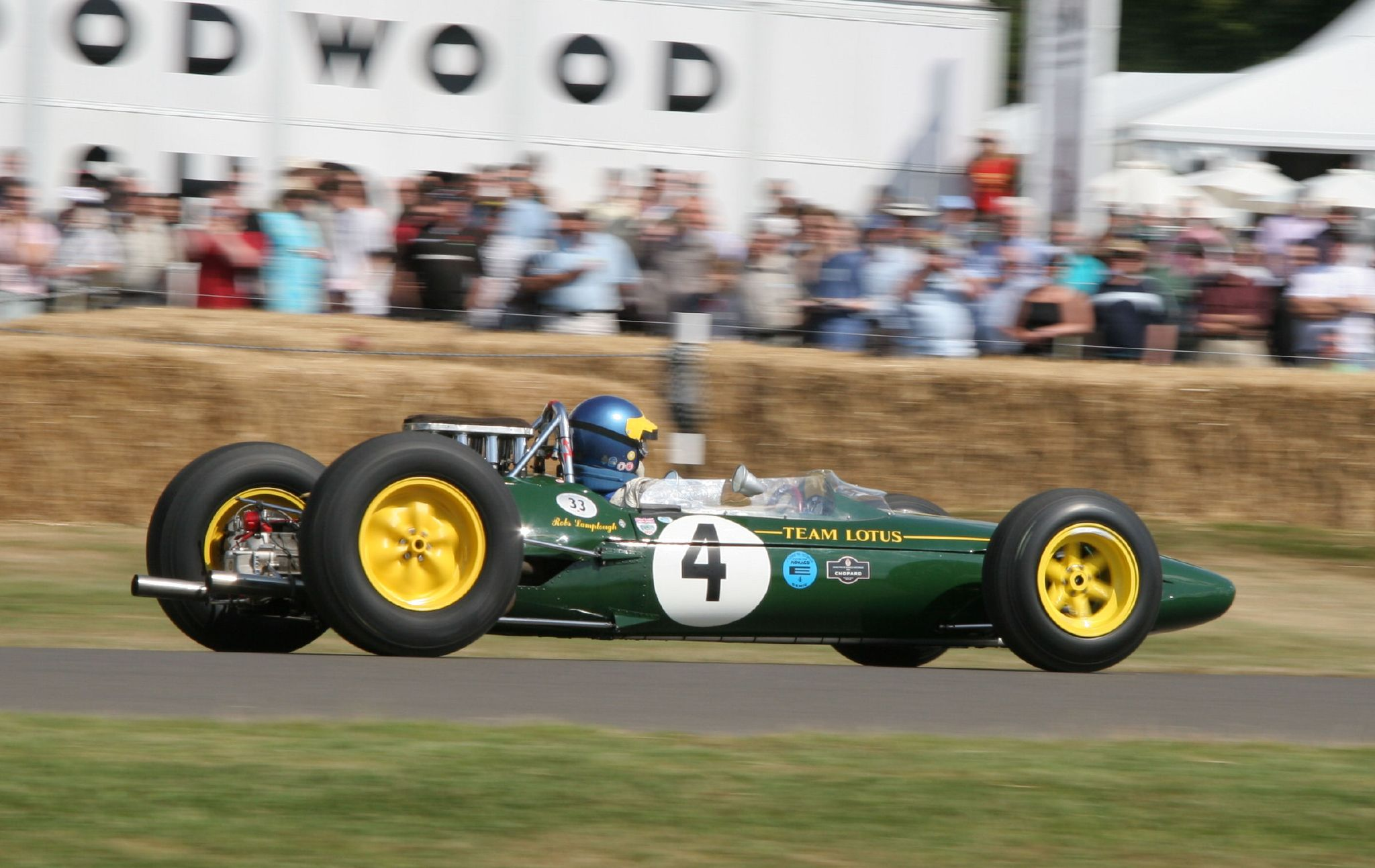
Lotus 33

Der Lotus 33 war ein Formel-1-Rennwagen, gebaut und eingesetzt von 1964 bis 1967 vom britischen Formel-1-Team Lotus.

## Entwicklungsgeschichte und Technik
Der Lotus 33 war eine Weiterentwicklung des Lotus 25, mit dem Jim Clark und Lotus 1963 erstmals Weltmeister wurden. Das Fahrgestell sowie die vordere und hintere Aufhängung wurden überarbeitet, um die neuen, breiteren Dunlop-Reifen aufnehmen zu können. Ab Mitte der Saison 1964 ersetzte der Lotus 33 den 25 und wurde 1965 zum bestimmenden Fahrzeug der Formel-1-Weltmeisterschaft. Jim Clark wurde mit sechs Saisonsiegen 1965 überlegen Weltmeister, und auch Lotus sicherte sich erneut den Konstrukteurspokal.
1966 war die erste Saison der neuen 3-Liter-Formel, die die bisherige 1,5-Liter-Formel ablöste, obwohl es keine geeigneten Motoren gab. Sportwagenmotoren, deren Hubraum auf drei Liter reduziert wurde, erwiesen sich als zu schwer. Deswegen wurde zunächst der bewährte V8-Motor von Climax auf 2 Liter aufgebohrt. Auch ein V8-Motor von B.R.M. wurde in einigen 33 eingebaut. Die Variante mit zwei zu einem H16 gekoppelten V8-Climax wurde im Lotus 43 eingesetzt.

## Renngeschichte
1966 war der 33 der Konkurrenz von Brabham mit Dreiliter-Repco-V8 schon deutlich unterlegen. Jim Clark gewann zwar 1967 noch die Tasman-Serie, aber auch die Privatiers konnten mit dem 33 nur mehr wenige Erfolge feiern. Der 33 wurde 1967 nach dem Großen Preis von Monaco vom Lotus 49 abgelöst, der eigens für den Ford-Cosworth-V8-Motor konstruiert wurde.